# Kids See Ghosts (album)
A Kids See Ghosts az amerikai hiphop duó, a Kids See Ghosts debütáló albuma, amelynek tagjai Kid Cudi és Kanye West. 2018. június 8-án adták ki a Wicked Awesome Recordson és a GOOD Musicon keresztül. Cudi és West 2008-ban lettek barátok és gyakori volt, hogy közreműködtek egymás albumain 2008-as találkozásuk óta. 2013-ban és 2016-ban rövidebb időszakokra megromlott a kapcsolatuk, így a közös album a Kids See Ghostsig nem jött létre.
Vendégszereplők a Kids See Ghostson Pusha T, Yasiin Bay és Ty Dolla Sign. Az album producerei a duó tagjai, illetve többek között Dot da Genius, Mike Dean, Evan Mast, Plain Pat, BoogzDaBeast, Benny Blanco és Noah Goldstein. Ez az album volt a harmadik az ötből, amelynek Kanye West volt a producere a Wyoming Sessions időszaka alatt, Pusha T Daytona, West Ye albuma után és Nas Nasir illetve Teyana Taylor K.T.S.E. albuma előtt.
Az album stílusa egy keverék a pszichedelikus zene, rap rock és hiphop között. A dalszövegben megjelennek a mentális betegségek, amelyekkel mind Cudinak, mind Westnek voltak problémái és korábbi zenéjükben is beszéltek róla. Az albumborítót Murakami Takasi tervezte a Fuji harminchat látképe (Kacusika Hokuszai) alapján. Murakami munkáját elismerésben méltatták. Az albumot kifejezetten kedvelték a kritikusok, a fő pontjuk a jó közreműködés volt West és Cudi között és Kanye West fejlődése korábbi munkáihoz képest. 2018 egyik legjobb albumának nevezte több zenei magazin is és a 2010-es évek legjobbjai között tartják számon.
A Kids See Ghosts második helyen debütált a Billboard 200-on, amivel West 10. és Cudi 6. legjobb öt helyezés egyikét elérő albuma lett. Illetve nyolc másik országban is ezen helyek egyikét érte el az album. Több szám is felkerült a slágerlistákra különböző országokban, mint a Reborn és a 4th Dimension. A Kids See Ghost fel is lépett az album dalaival a Camp Flog Gnaw Carnivalon (2018) és a Coachellán (2019).

## Háttér és felvételek
2016. február 14-én West kiadta a hetedik stúdióalbumát, a The Life of Pablot, amelyhez Cudi a Father Stretch My Hands, Pt. 1 és a Waves számokon vokálokkal járult hozzá. Tíz nappal a megjelenés után, West Twitteren keresztül elmondta, hogy ki fog adni egy albumot Turbo Grafx 16 címmel. Ugyanebben a hónapban Ibn Jasper kiposztolt egy képet Westről, Cudiról, Plain Patről és Mike Deanről a stúdióban, miközben az albumon dolgoztak.

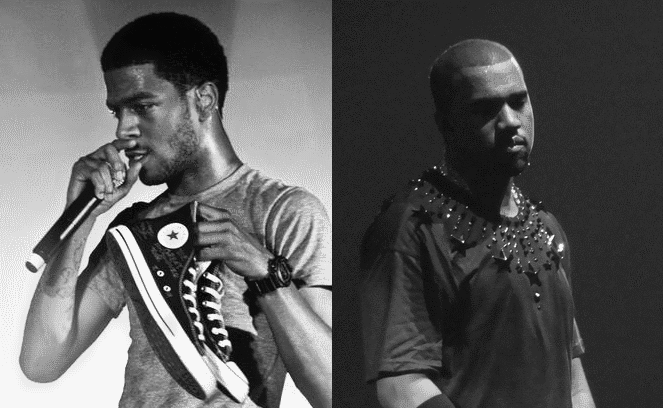
Kid Cudi (balra) és Kanye West (jobbra) sok albumon együttműködtek a Kids See Ghosts megjelenése előtt

West és Cudi kapcsolata egy rövid időre megromlott, mikor Cudi őt és Drake-et kritizálta szellemírók használata miatt: „Hűséges voltam azokhoz, akik nem hűségesek hozzám és ennek most lesz vége. Mostantól én vagyok a veszély rátok.” West erre egy tampai koncertjén válaszolt: „Én hoztalak világra... én, Pat, Don C. Soha ne említsd meg a Ye nevet. Azzal csinálok dalokat, akivel akarok. Tiszteld az Istent.”, amelyhez hozzáadta, hogy fáj neki és tiszteletnek tartja Cudi mondatait. Napokkal később egy houstoni koncerten visszavonta mindezt és azt mondta, hogy Cudi a testvére és a „legbefolyásosabb előadó az elmúlt 10 évben.” Cudi, aki azóta bejelentkezett egy rehabilitációs centerbe öngyilkos gondolatok és depresszió miatt, megköszönte Westnek és mindenki másnak, aki támogatta és azt mondta „nem tudja elmondani, mennyi melegséggel töltötte el a szívét.” West kórházba került 2016 novemberében pszichiátriai megfigyelésre, amely miatt le kellett mondania a Saint Pablo turnéját. Az utolsó, sacramentoi fellépésén felhívta a színpadra Cudit is.
Decemberben Cudi kiadta hatodik albumát, a Passion, Pain & Demon Slayin’-t, amelyet West inspirálónak írt le. Az albumon ebben a hónapban kezdtek el dolgozni, míg más részeit 2017 nyarán írták, Japánban és Kínában. 2017 novemberében, és 2018 februárjában West előadta a Father Stretch My Hands, Pt. 1-t Cudival. 2018 márciusában Cudi látható volt Wyomingban, Westtel, miközben az albumon dolgoztak, amelynek neve később a Wyoming Sessions lett, ahol West 5 különböző albumnak volt a producere. Pusha T, Daytonája, Nas Nasirja, Teyana Taylor K.T.S.E.-je, a saját Ye albuma és a Kids See Ghosts volt ezek közt. A felvételek Jackson Hole-ban mentek végbe, ahol West vett egy telket és elnevezte West Lake Ranchnek. Június 1-én egy héttel a Kids See Ghosts-album megjelenése előtt Kanye kiadta a Ye című albumát, amelyen Cudi a Ghost Town és a No Mistakes dalon szerepelt. West Twitteren hozta nyilvánosságra, hogy a korábbi eredetileg a Kids See Ghostson lett volna. Az album mentális egészség témája, leginkább a problémákból való kiemelkedésről szólt, West bipoláris zavarral volt diagnosztizálva. A Ghost Town második része a Freeee (Ghost Town Pt. 2) szerepel a Kids See Ghosts-albumon, Ty Dolla Sign közreműködésével.
A június 8-i megjelenéssel a Kids See Ghosts lett a Wyoming Sessions harmadik albuma. Egy interjúban N.O.R.E.-ral Pusha T elmondta, hogy a felvételek hozzá 2017-ben kezdődtek. Azt is elmondta, hogy a Feel the Love-on szereplő verzéjét órákkal az album megjelenése előtt vették fel, mert éppen egy repülőúton volt, mikor West kérte, hogy menjen be a stúdióba. 2018. június 15-én, egy héttel a megjelenés után jött ki Nas Nasir albuma. Az utolsó, ötödik album a Wyoming Sessionsből Teyana Taylor második stúdióalbuma, a K.T.S.E..

## Zene és produceri munka
NME író, Jordan Bassett így írta le a Kids See Ghostsot: „Kanye West és Kid Cudi utolérik a töredezett, törékeny hiphopot, amit segítettek formálni.” Christopher Thiessen (PopMatters) pedig így fogalmazott: „a számok merengők, komorak, pszichedelikusak és gyakran kihasználja a moll akkordokat.” Dean Van Nguyen (The Guardian) hasonlóan beszélt az albumról: „Elektronikus hangzás tömkelegei, lézerpontossággal vágott feldolgozások, pszichedelikus crescendók és elmosódott határok, mint egy álomban.” A Freeee (Ghost Town, Pt. 2)-ről pedig azt mondta, hogy egy sokkal inkább rap rock stílusú dal, Sidney Madden (NPR) pedig a 70-es évek pszichedelikus rockjához hasonlította és szót ejtett a Cudi Montage rock elemeiről is. A 4th Dimension és a Cudi Montage-on is feldolgoztak posztumusz dalokat, mint a What Will Santa Claus Say (When He Finds Everybody Swingin’) és a Burn the Rain, Louis Prima és Kurt Cobain amerikai énekesektől. Prima közreműködő előadóként van megnevezve az albumon. A Feel the Love-on és a Freeee (Ghost Town, Pt. 2)-n vendégszerepel Pusha T és Ty Dolla Sign. Szintén kollaborált az albumon Mos Def, amerikai rapper, a születési neve, Yasiin Bey alatt.
Az album producerei nagyrészt West és Cudi. Reborn és Cudi Montage a két szám, amiken nem dolgozott West, mint producer és ugyanez mondható el a Feel the Love-ról és a 4th Dimensionről Cudi szempontjából. A rock dalokon Justin Vernon, Benny Blanco, André 3000 és Mike Dean voltak a producerek. Dean, aki hosszútávú partnere mindkét előadónak, pedig dolgozott a Feel the Love-on, a 4th Dimensionön, a Freeee (Ghost Town Pt. 2)-n, és a Cudi Montage-on. Shawn Sefaro (Complex) erre úgy reagált, hogy tekintetbe véve Dean szerepét a Ye albumon, „logikusnak tűnik, hogy ugyanekkora szerepet kap a Kids See Ghostson is”. Plain Pat, aki szintén gyakori együttműködő a párossal, produceri munkát végzett a Feel the Love, a 4th Dimension, a Reborn, és a Kids See Ghosts dalokon. Dot da Genius, akivel Cudi először 2007-ben találkozott, segített a munkában a Reborn és a Cudi Montage számokon is. Justin Vernon részben felelős a Feel the Love és a Kids See Ghosts létrejöttéért, míg veterán rapper, André 3000 a Fire elkészültében segédkezett. Szintén végzett még produceri munkát az albumon Francis and the Lights, Cashmere Cat, Andy C, Russel Crews, Jeff Bhasker, Andrew Dawson és BoogzDaBeast is.

## Téma és dalszövegeke
Dalszöveget tekintve, a Kids See Ghostson végig van szó mentális betegségekről, amelyekkel West már az album megjelenése előtti évtizedben küzdött, és Cudi is a felvételek előtti időszakban tette túl magát rehabilitációs folyamatokon. Ben Carter (Central Sauce) riportja szerint a dalszövegek 62.5%-a ezzel a témával foglalkozik a Freeee (Ghost Town, Pt. 2) és a Reborn mind a mentális betegségekből való felépülésről szólnak. Az albumon a duó beszél a démonjaikról, mint a Rebornon és a Kids See Ghostson. A Kids See Ghosts elismeri a múltbéli sikereiket és kudarcaikat is. A 4th Dimensionben és az albumon keresztül gyakoriak a popkultúrális utalások.
Az album nyitódala, a Feel the Love tartalmaz egy verzét Pusha T-től, míg West ad-lib-eket adott hozzá, Cudi pedig a refréneket énekli. A Highsnobiety szerkesztősége a következőt írta az albumon lévő dalokról: „A Fire a mentális betegségek ping-pong természetéről szól – egyszer boldog vagy, egyszer meg szomorú” „a dal egy enyhe megközelítése, az ember önmgaát való diagnosztizálásának, és az ebben a tekintetbe lévő kudarcát a duónak”. A Freeee (Ghost Town, Pt. 2)-n West megmutatja, hogy a kritikák nem érdeklik, a dal a szabad elméről szól. A Reborn köthető a mentális problémákon való túllépésekhez, amely a depressziót és droghasználatot okozhatnak. A Kids See Ghosts egyik fő témája pedig a paranoia. A Cudi Montage-on Cudi az elméjének a regenerációjáról beszél. A Highsnobiety írói így írtak az album lezárásáról: „Egy tudatosan nyöszörgős lezárás, amely bemutatja a mentális betegségek ciklikus természetét.”

## Kiadás és promóció
2017 végén jöttek ki az első pletykák arról, hogy Kid Cudi és Kanye West egy közös albumon dolgoztak együtt, melynek a címe Everybody Wins lenne. 2018. április 19-én, West Twitteren jelentette be, hogy júniusban fog megjelentetni egy albumot Cudival. Ez után kitweetelte az album címét, ami a duójuk neveként is szolgál, a Kids See Ghostsot. Április 25-én West elmondta, hogy az albumot egy kisfilm követné, amelyet Dexter Navy rendezne. Június 2-án mutatta meg a dal számlistáját West, szintén Twitteren, amelyen volt egy Devil’s Watching című dal, ami végül nem került az albumra. A negyedik szám helye üres volt, miután kivették belőle a Ghost Townt és nagy esély volt rá, hogy helyette az Extasy fog megjelenni, miután nem került fel a Yere. Az utóbbi végül XTCY cím alatt let kiadva augusztusban. A negyedik helyen végül a Freeee (Ghost Town, Pt. 2) jelent meg. 2018. június 8-án a Kids See Ghosts digitális letöltésre jelent meg a GOOD Musicon keresztül. A digitális kiadással technikai problémák akadtak, az albumon hat szám is rossz címen jelent meg és rossz sorrendbe voltak. Az egyetlen dal, amivel nem volt probléma az a Freeee (Ghost Town, Pt. 2) volt. Az album CD-ként 2018. augusztus 3-án jelent meg Franciaországban, míg több másik országban pedig szeptember 28-án. Egy 2019 szeptemberi interjúban a Complex-szal Cudi elmondta, hogy több Kids See Ghosts-album is várható a jövőben és West már mondta is neki, hogy szeretne elkezdeni dolgozni a Kids See Ghosts 2-n.
2018. június 5-én Cudi menedzsere Dennis Cummings bejelentett egy albumváró bulit Los Angelesben, amely egy nappal a megjelenés előtt lett volna. Az eseményt élőben közvetítették volna este 11-től (EST) a WAV alkalmazáson keresztül, de az nem kezdődött el hajnali 1:50-ig. Nem lehet tudni, hogy a késlekedés technikai problémák miatt volt, vagy mert a KIds See Ghosts túl későn ért a helyszínre. A buli egy titkos kísértetvárosban volt tartva Dél-Kaliforniában. Az eseményen részt vett többek között a Kardashian-Jenner család, Quentin Miller, a WDNG Crshrs, Desiigner, Murakami Takasi és Trinidad James. A buli idején Dean megosztott egy videót róla és másokról, ahogy Kids See Ghostsot hallgatnak. Nem volt egy videóklip se kiadva az albumhoz. A Kids See Ghosts első élő fellépése a 2018-as Camp Flog Gnaw Carnival-on volt, ahol 45 percig adtak elő egy négyszögletes üvegdobozban, a színpad felett lebegve. Előadták a teljes Kids See Ghostsot sorrendben, közéjük szúrva korábbi együttműködéseket, mint a Welcome to Heartbreak és a Father Stretch My Hands, Pt. 1. West többször is elfelejtette a dalszövegét a Rebornon és a Cudi Montage-on. Ennek lehet az is magyarázata, hogy West 2016 óta nem lépett fel élőben és nem volt fitt egy hosszabb koncertre. West heti Sunday Service műsorának első részén a kórus előadta a Rebornt. Cudi is ott volt a helyszínen és West-tel együtt vezette a kórust. A Kids See Ghosts fellépett együtt a 2019-es Coachella fesztiválon is (Cudi headliner volt), amit a duó a Feel the Love-val kezdett meg. Előadták még a Rebornt, a Freeee (Ghost Town, Pt. 2)-t, a Ghost Townt, és a Father Stretch My Hands, Pt. 1-t.

## Albumborító és cím

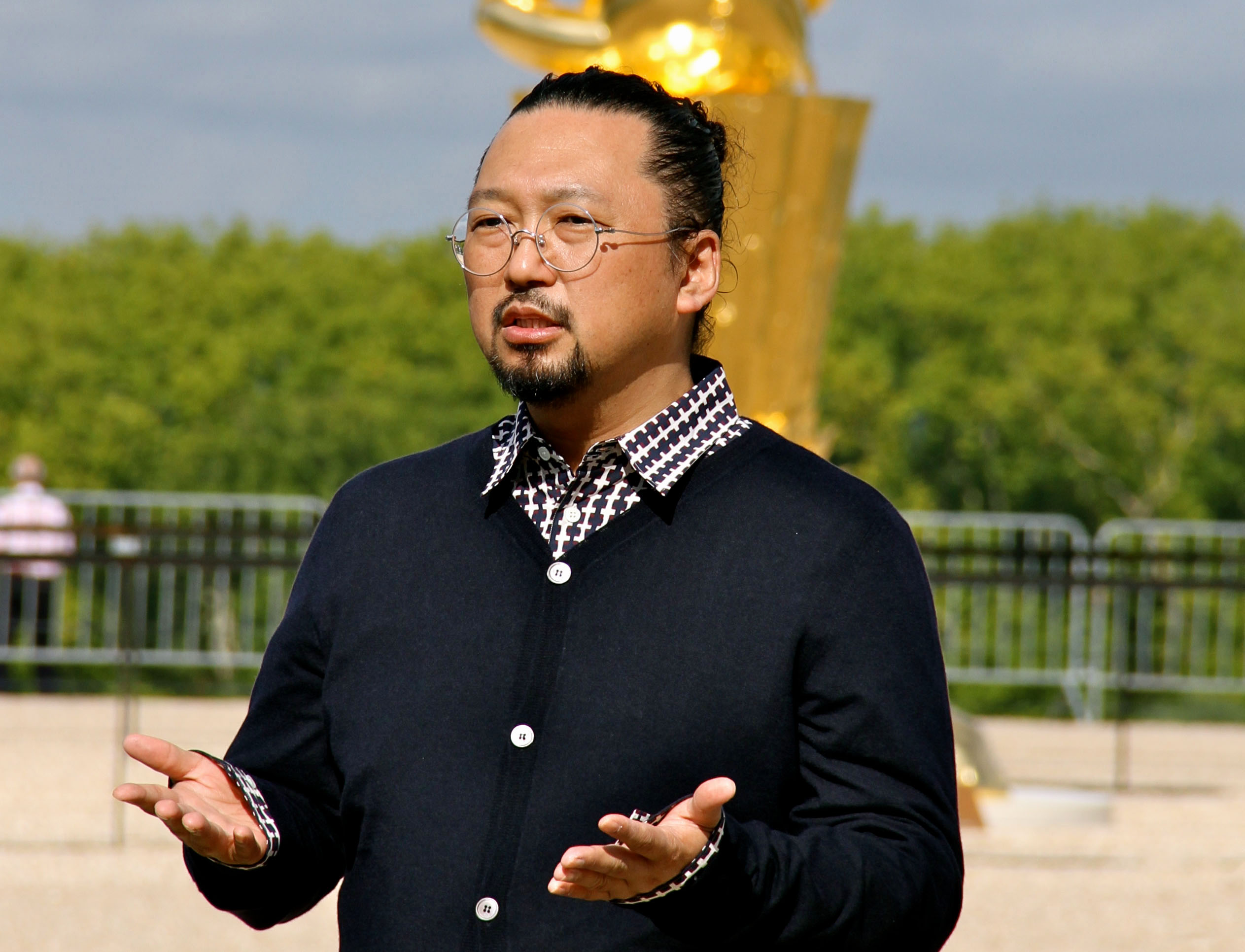
Az album borítójának művésze, a japán Murakami Takasi

2017 augusztusában West és Cudi meglátogatta a japán művészt, Murakami Takasit a stúdiójában, Tokióban. West együttműködött már korábban a művésszel, a 2007-es albumának, a Graduationnek a borítóján és egy animált videóklippen a Good Morning című számhoz.
2018. április 22-én West megosztott rajzokat, amelyeket Murakami készített, és hivatalossá tette, hogy az album címe Kids See Ghosts lesz. A jegyzeteiben Murakami megjegyezte, hogy West ötlete volt egy antropomorfizált medve és róka ábrázolása, akik Westet és Cudit jelképezik. Eredetileg Cudi egy kutyát szeretett volna, de West rávette, hogy egy róka jobban képviselné.
Cudi június 6-án hozta nyilvánosságra a befejezett munkát. A megfordított kandzsi karakterek lefordítva káoszt jelentenek. Murakami elmondta, hogy a munkájának alapja Kacusika Hokuszai Fuji harminchat látképe műve volt. Hasonlították Murakami 2001-ben készült saját művéhez, a Manji Fujihoz is, amelyen szintén szerepel a Fudzsi, mint háttér és megtalálhatók a görbülő fák is.
Hannah Ongley (i-D) szerint West „nagyot akart menni” a borítóival és ennek egyik legjobb példájának hozta fel a Kids See Ghostsot. Bowler szembetűnőnek hívta a művet, ami emeli a Kids See Ghosts vonzóképességét. Karlie Powell (Your EDM) pedig „kifejezetten egy művészi darab”-nak hívta, bár megemlítette, hogy egyben gyönyörű és ijesztő. A cím követi a ijesztő, szellem témát, amelyet West a Ghost Town kiadásával kezdett meg, és az albumon a Freeee (Ghost Town, Pt. 2)-vel folytatott.

## 2018-as album ranglisták
| Publikáció             | Lista                                              | Helyezés | For.   |
| ---------------------- | -------------------------------------------------- | -------- | ------ |
| AllHipHop              | AllHipHop’s 15 Best Hip-Hop Albums of 2018         | 10       | [ 68 ] |
| Billboard              | Billboard’s 50 Best Albums of 2018                 | 30       | [ 69 ] |
| Capital XTRA           | 20 Best Albums of 2018                             | 14       | [ 70 ] |
| Clash                  | Clash Albums of the Year 2018                      | 21       | [ 71 ] |
| Complex                | The Best Albums of 2018                            | 14       | [ 72 ] |
| Dummy                  | The 25 Best Albums of 2018                         | 17       | [ 73 ] |
| Exclaim!               | Top 10 Hip-Hop Albums of 2018                      | 4        | [ 74 ] |
| GQ (Russia)            | The Best Music Albums of 2018                      | 1        | [ 75 ] |
| HotNewHipHop           | Top 30 Hottest Hip-Hop Albums of 2018              | 16       | [ 76 ] |
| Joe                    | The 20 Best Albums of 2018                         | 4        | [ 77 ] |
| The Line of Best Fit   | The Best Albums of 2018                            | 27       | [ 78 ] |
| The New York Times     | The 28 Best Albums of 2018 (Jon Caramanica’s List) | 7        | [ 79 ] |
| The New Zealand Herald | Top 20 Albums of 2018                              | 12       | [ 80 ] |
| NME                    | NME’s Albums of the Year 2018                      | 15       | [ 81 ] |
| Noisey                 | The 100 Best Albums of 2018                        | 51       | [ 82 ] |
| Pitchfork              | Pitchfork Readers’ Poll: Top 50 Albums of 2018     | 2        | [ 83 ] |
| PopMatters             | The 10 Best Hip-Hop Albums of 2018                 | 5        | [ 84 ] |
| Rolling Stone          | 30 Best Hip-Hop Albums of 2018                     | 16       | [ 85 ] |
| Slant Magazine         | The 25 Best Albums of 2018                         | 3        | [ 86 ] |
| The Village Voice      | Pazz & Jop: The Top 100 Albums of 2018             | 72       | [ 87 ] |

## Kereskedelmi teljesítménye
A Yevel ellentétben, a Kids See Ghosts nem adott Westnek egy első helyezett albumot a Billboard 200-on, tekintve, hogy a második helyen debütált a Dave Matthews Band kilencedik stúdióalbuma, a Come Tomorrow mögött. Az első hétben 142 ezer példányt adtak el az albumból. A Kids See Ghosts West 10. top 5-ös albuma volt, míg Cudinak a hatodikja az Egyesült Államokban. A US Top R&B/Hip-Hop Albums slágerlistán az első helyen debütált. A következő héten kiesett az első tíz helyről a Billboard 200-on, visszaesve a 14-re. A US Top R&B/Hip-Hop Albums-on pedig kilenc helyet esett vissza a 10-re. A 2018-as év végi slágerlistákon pedig a 140. helyet kapta a Billboard 200-on, míg az R&B/Hip-hopon pedig az 58-at.
Az album a második helyen végzett az ír slágerlistákon, ezzel beállítva a Graduation (2007) és a Late Registration (2005) helyezéseit, amelyeknél csak a Ye teljesített jobban. Kanadában a Kids See Ghost a harmadik helyet érte el, ezzel Cudi legmagasabb pozíciót elérő albuma lett az Indicud (2013) óta. Észtországban, Litvániában, Új-Zélandon és Norvégiában is ugyanezt a pozíciót érte el az album. Ausztráliában, az ARIA listákon a negyedik helyen debütált, amivel West második top 10-es albuma lett és Cudi első szereplése a listán az Indicud óta. Ezzel a Kids See Ghosts a negyedik nagyobb hiphop előadó lett, ami elérte a legjobb 10 hely egyikét 2018-ban, West Yeje, J. Cole KOD-ja és ASAP Rocky Testingje után. A legjobb öt pozíció egyikére Hollandiában is felfért a Kids See Ghosts. A hét közepi albumeladásokat számláló listán az Egyesült Királyságban pedig a 13. helyig jutott és UK Albums slágerlistán pedig a hetedik helyen végzett. Ez öt pozícióval volt a Ye teljesítménye alatt.
Mind a hét dal a Kids See Ghostsról debütált a Billboard Hot 100-on, amelyek közül a legmagasabb a Reborn volt 39-cel. Ez volt az egyetlen dal, amely be tudott törni a negyven legjobb hely egyikére. Az Amerikai Hanglemezgyártók Szövetsége (RIAA) 2020 júniusában adta meg az albumnak a platinalemez minősítést. Az összes dal elérte valamely helyezés egyikét az ARIA listán, a Kanadai Hot 100-on és az Ír Kislemezek listáján is, Írországban is a Reborn volt a legmagasabb pozíción. Az Egyesült Királyságban a Reborn, a Feel the Love és a 4th Dimension mind a legjobb ötven hely egyikét tudta elérni.

## Számlista
| Kids See Ghosts | Kids See Ghosts                               | Kids See Ghosts                                                                                        | Kids See Ghosts | Kids See Ghosts | Kids See Ghosts | Kids See Ghosts | Kids See Ghosts | Kids See Ghosts | Kids See Ghosts |
|                 | Cím                                           | Producer(ek)                                                                                           | Hossz           |                 |                 |                 |                 |                 |                 |
| --------------- | --------------------------------------------- | --- | --------------- | --------------- | --------------- | --------------- | --------------- | --------------- | --------------- |
| 1.              | Feel the Love (Pusha T-vel)                   | West Benny Blanco Dean Plain Pat Mast Justin Vernon Francis and the Lights Cashmere Cat Noah Goldstein | 2:45            |                 |                 |                 |                 |                 |                 |
| 2.              | Fire                                          | West Kid Cudi BoogzDaBeast André 3000 Mast                                                             | 2:20            |                 |                 |                 |                 |                 |                 |
| 3.              | 4th Dimension (Louis Primával)                | West Dean Goldstein Plain Pat BoogzDaBeast                                                             | 2:33            |                 |                 |                 |                 |                 |                 |
| 4.              | Freeee (Ghost Town, Pt. 2) (Ty Dolla Signnal) | West Kid Cudi Dean Bhasker BoogzDaBeast Andrew Dawson Andy C Russell "Love" Crews                      | 3:26            |                 |                 |                 |                 |                 |                 |
| 5.              | Reborn                                        | Kid Cudi Dot da Genius Plain Pat Mast Blanco                                                           | 5:24            |                 |                 |                 |                 |                 |                 |
| 6.              | Kids See Ghosts (Yasiin Beyjel)               | West Kid Cudi Plain Pat Dawson Vernon Goldstein                                                        | 4:05            |                 |                 |                 |                 |                 |                 |
| 7.              | Cudi Montage                                  | Kid Cudi Dot da Genius Dean                                                                            | 3:17            |                 |                 |                 |                 |                 |                 |
| 23:50           |                                               | |                 |                 |                 |                 |                 |                 |                 |

### Feldolgozott dalok az albumon
- Fire: They’re Coming to Take Me Away, Ha-Haaa!, eredetileg: Jerry Samuels.
- 4th Dimension: What Will Santa Claus Say (When He Finds Everybody Swingin’), eredetileg: Louis Prima; Someday, eredetileg: Shirley Ann Lee.
- Freeee (Ghost Town, Pt. 2): Stark, eredetileg: Corin Littler; Marcus Garvey beszéd; részletek az előző Ghost Town dalról.
- Cudi Montage: Burn the Rain, eredetileg: Kurt Cobain.

## Előadók
| Kivitelezés - Kid Cudi – executive producer - Kanye West – executive producer - Nico Aglietti – hangmérnök (Freeee (Ghost Town, Pt. 2)) - Thomas Cullison – hangmérnök (Reborn) - Andrew Dawson – hangmérnök (1, 4–6), keverés (1, 5) - Mike Dean – co-executive producer, keverés, masterelés - Zack Djurich – hangmérnök, akusztikus gitár (4. szám) - Noah Goldstein – co-executive producer, hangmérnök (1–3, 5–7) - Jess Jackson – keverés - Tom Kahre – hangmérnök (1) - Mike Malchicoff – hangmérnök - William J. Sullivan – hangmérnök - Sean Solymar – keverési asszisztens - Dot da Genius - producer | Design - Kacusika Hokuszai – háttérmű (Fuji harminchat látképe) - Horst Janssen - Jnthed – karakter design - Aki Kondo – karakter design - Murakami Takasi – albumborító, kalligráfia - Soga Shōhaku |

## Slágerlisták
| Slágerlisták (2018)                    | Legmagasabb pozíció |
| -------------------------------------- | ------------------- |
| Ausztrál Albumok (ARIA)                | 4                   |
| Ausztrál Urban Albumok (ARIA)          | 2                   |
| Osztrák Albumok (Ö3 Austria)           | 15                  |
| Belga Albumok (Ultratop Flanders)      | 14                  |
| Belga Albumok (Ultratop Wallonia)      | 41                  |
| Kanadai Albumok (Billboard)            | 3                   |
| Cseh Albumok (ČNS IFPI)                | 11                  |
| Holland Albumok (Album Top 100)        | 5                   |
| Észtország (Eesti Tipp-40)             | 3                   |
| Finn Albumok (Suomen virallinen lista) | 15                  |
| Német Albumok (Offizielle Top 100)     | 33                  |
| Ír Albumok (IRMA)                      | 2                   |
| Olasz Albumok (FIMI)                   | 42                  |
| Lett Albumok (LAIPA)                   | 3                   |
| Litván Albumok (AGATA)                 | 76                  |
| Új-Zéland (RMNZ)                       | 3                   |
| Norvég Albumok (VG-lista)              | 3                   |
| Skót Albumok (OCC)                     | 49                  |
| Svéd Albumok (Sverigetopplistan)       | 13                  |
| Svájci Albumok (Schweizer Hitparade)   | 12                  |
| UK Albumok (OCC)                       | 7                   |
| UK R&B Albumok (OCC)                   | 2                   |
| US Billboard 200                       | 2                   |
| US Top R&B/Hip-Hop Albumok (Billboard) | 1                   |

| Év   | Slágerlista                            | Legmagasabb pozíció |
| ---- | -------------------------------------- | ------------------- |
| 2018 | Ausztrál Urban Albumok (ARIA)          | 41                  |
| 2018 | Észtország (Eesti Tipp-40)             | 100                 |
| 2018 | US Billboard 200                       | 140                 |
| 2018 | US Top R&B/Hip-Hop Albumok (Billboard) | 58                  |
| 2019 | Ausztrál Urban Albumok (ARIA)          | 65                  |

## Minősítések
| Régió                    | Minősítés  | Példányszám |
| ------------------------ | ---------- | ----------- |
| Egyesült Királyság (BPI) | Ezüstlemez | 60 000      |
| Egyesült Államok (RIAA)  | Aranylemez | 500 000     |

## Kiadások
| Régió         | Dátum                | Kiadók                                    | Formátum(ok)                 | For.    |
| ------------- | -------------------- | ----------------------------------------- | ---------------------------- | ------- |
| Világszerte   | 2018. június 8.      | GOOD Music Wicked Awesome Records Def Jam | Digitális letöltés Streaming | [ 117 ] |
| Franciaország | 2018. augusztus 3.   | GOOD Music Wicked Awesome Records Def Jam | CD                           | [ 47 ]  |
| Világszerte   | 2018. szeptember 28. | GOOD Music Wicked Awesome Records Def Jam | CD                           | [ 118 ] |